# 1. HNL 2023/24
Die 1. HNL 2023/24 war die 33. Spielzeit der höchsten kroatischen Fußballliga. Sie trägt den offiziellen Sponsorennamen SuperSport Hrvatska Nogometna Liga (SuperSport HNL). Sie begann am 21. Juli 2023 und endete am 25. Mai 2024.

## Modus
Die zehn teilnehmenden Mannschaften traten an 36 Spieltagen jeweils viermal gegeneinander an.

## Feststehende Teilnehmer
| Verein                      | Stadt         | Stadion                  | Kapazität |
| --------------------------- | ------------- | ------------------------ | --------- |
| NK Slaven Belupo Koprivnica | Koprivnica    | Gradski Stadion          | 3.059     |
| NK Osijek                   | Osijek        | Opus Arena               | 13.005    |
| NK Istra 1961               | Pula          | Stadion Aldo Drosina     | 8.923     |
| HNK Rijeka                  | Rijeka        | Stadion Rujevica         | 8.279     |
| Hajduk Split                | Split         | Stadion Poljud           | 34.448    |
| NK Varaždin                 | Varaždin      | Stadion Anđelko Herjavec | 10.800    |
| HNK Gorica                  | Velika Gorica | Gradski stadion          | 15.000    |
| Dinamo Zagreb               | Zagreb        | Stadion Maksimir         | 35.123    |
| NK Rudeš                    | Zagreb        | Stadion Kranjčevićeva    | 8.850     |
| Lokomotiva Zagreb           | Zagreb        | Stadion Kranjčevićeva    | 8.850     |

## Abschlusstabelle
| Pl. | Verein                      | Sp. | S  | U  | N  | Tore    | Diff. | Punkte |
| --- | --------------------------- | --- | -- | -- | -- | ------- | ----- | ------ |
| 1.  | Dinamo Zagreb (M)           | 36  | 25 | 7  | 4  | 067:300 | +37   | 82     |
| 2.  | HNK Rijeka                  | 36  | 23 | 5  | 8  | 069:300 | +39   | 74     |
| 3.  | Hajduk Split (P)            | 36  | 21 | 5  | 10 | 054:260 | +28   | 68     |
| 4.  | NK Osijek                   | 36  | 16 | 9  | 11 | 062:430 | +19   | 57     |
| 5.  | Lokomotiva Zagreb           | 36  | 12 | 15 | 9  | 052:450 | +7    | 51     |
| 6.  | NK Varaždin                 | 36  | 10 | 12 | 14 | 039:470 | −8    | 42     |
| 7.  | HNK Gorica                  | 36  | 11 | 8  | 17 | 035:500 | −15   | 41     |
| 8.  | NK Istra 1961               | 36  | 10 | 11 | 15 | 036:540 | −18   | 41     |
| 9.  | NK Slaven Belupo Koprivnica | 36  | 9  | 6  | 21 | 043:690 | −26   | 33     |
| 10. | NK Rudeš (N)                | 36  | 1  | 6  | 29 | 022:850 | −63   | 09     |

Platzierungskriterien: 1. Punkte – 2. Direkter Vergleich (Punkte, Tordifferenz, geschossene Tore) – 3. Tordifferenz – 4. geschossene Tore

| (M) | Meister des Vorjahres             |
| (P) | Pokalsieger des Vorjahres         |
| (N) | Aufsteiger aus der 2. HNL 2022/23 |

## Kreuztabelle
Die Kreuztabelle stellt die Ergebnisse aller Spiele dieser Saison dar. Die Heimmannschaft ist in der mittleren Spalte aufgelistet und die Gastmannschaft in der obersten Reihe. Die Ergebnisse sind immer aus Sicht der Heimmannschaft angegeben.
| Spieltage 1–18 | Spieltage 1–18 | Spieltage 1–18 | Spieltage 1–18 | Spieltage 1–18    | Spieltage 1–18 | Spieltage 1–18           | Spieltage 1–18 | Spieltage 1–18 | Spieltage 1–18 | 2023/2024                   | Spieltage 19–36 | Spieltage 19–36 | Spieltage 19–36 | Spieltage 19–36 | Spieltage 19–36   | Spieltage 19–36 | Spieltage 19–36          | Spieltage 19–36 | Spieltage 19–36 | Spieltage 19–36 |
| Dinamo Zagreb  | Hajduk Split   | NK Osijek      | HNK Rijeka     | Lokomotiva Zagreb | HNK Gorica     | Slaven Belupo Koprivnica | NK Rudeš       | NK Istra 1961  | NK Varaždin    | Verein                      | Dinamo Zagreb   | Hajduk Split    | NK Osijek       | HNK Rijeka      | Lokomotiva Zagreb | HNK Gorica      | Slaven Belupo Koprivnica | NK Rudeš        | NK Istra 1961   | NK Varaždin     |
| -------------- | -------------- | -------------- | -------------- | ----------------- | -------------- | ------------------------ | -------------- | -------------- | -------------- | --------------------------- | --------------- | --------------- | --------------- | --------------- | ----------------- | --------------- | ------------------------ | --------------- | --------------- | --------------- |
| •              | 1:2            | 2:1            | 2:1            | 2:1               | 0:0            | 3:0                      | 1:0            | 3:0            | 2:1            | Dinamo Zagreb               | •               | 0:0             | 1:0             | 1:0             | 0:3               | 2:0             | 5:2                      | 3:3             | 4:1             | 1:0             |
| 1:0            | •              | 0:2            | 1:0            | 1:0               | 3:0            | 3:0                      | 1:0            | 0:1            | 3:1            | Hajduk Split                | 0:1             | •               | 1:2             | 1:2             | 1:2               | 2:1             | 4:0                      | 5:1             | 1:0             | 0:1             |
| 2:3            | 0:1            | •              | 0:0            | 1:1               | 1:0            | 6:1                      | 3:0            | 3:1            | 1:1            | NK Osijek                   | 1:1             | 1:1             | •               | 2:0             | 3:1               | 3:0             | 4:1                      | 2:0             | 1:2             | 0:1             |
| 2:2            | 1:0            | 2:1            | •              | 2:1               | 1:0            | 2:4                      | 4:0            | 6:0            | 2:2            | HNK Rijeka                  | 1:2             | 1:0             | 3:0             | •               | 4:0               | 3:0             | 4:0                      | 3:0             | 3:0             | 2:0             |
| 2:2            | 1:1            | 2:2            | 1:1            | •                 | 1:1            | 1:3                      | 1:0            | 1:1            | 3:3            | NK Lokomotiva Zagreb        | 0:1             | 2:5             | 1:1             | 3:1             | •                 | 1:1             | 2:1                      | 3:0             | 3:0             | 0:0             |
| 2:1            | 2:1            | 3:0            | 2:3            | 1:0               | •              | 2:2                      | 3:0            | 0:0            | 1:1            | HNK Gorica                  | 0:2             | 0:3             | 0:3             | 0:2             | 1:2               | •               | 1:0                      | 2:1             | 2:0             | 1:3             |
| 0:2            | 0:1            | 1:0            | 0:1            | 0:1               | 0:0            | •                        | 3:2            | 2:2            | 3:2            | NK Slaven Belupo Koprivnica | 2:3             | 0:1             | 0:1             | 0:1             | 2:3               | 4:1             | •                        | 4:0             | 1:1             | 0:1             |
| 1:5            | 0:2            | 3:4            | 1:2            | 0:0               | 0:2            | 0:0                      | •              | 0:4            | 0:0            | NK Rudeš                    | 0:3             | 0:2             | 2:3             | 0:3             | 3:3               | 2:1             | 1:3                      | •               | 1:3             | 0:2             |
| 0:3            | 0:2            | 4:4            | 1:1            | 0:4               | 0:1            | 2:0                      | 0:0            | •              | 2:0            | NK Istra 1961               | 0:1             | 1:1             | 1:0             | 0:2             | 0:0               | 0:0             | 3:0                      | 2:1             | •               | 2:0             |
| 1:1            | 1:2            | 2:2            | 0:2            | 0:0               | 1:0            | 2:2                      | 2:0            | 1:0            | •              | NK Varaždin                 | 0:1             | 1:1             | 0:2             | 3:1             | 0:2               | 2:4             | 1:2                      | 1:0             | 2:2             | •               |

## Torschützenliste
| Pl. | Name             | Mannschaft                         | Tore |
| --- | ---------------- | ---------------------------------- | ---- |
| 01. | Ramón Miérez     | NK Osijek                          | 18   |
| 02. | Fran Brodić      | NK Varaždin (7), Dinamo Zagreb (6) | 13   |
| 03. | Duje Čop         | Lokomotiva Zagreb                  | 12   |
| 04. | Niko Janković    | HNK Rijeka                         | 11   |
| 04. | Bruno Petković   | Dinamo Zagreb                      | 11   |
| 06. | Marko Livaja     | Hajduk Split                       | 10   |
| 06. | Benedik Mioč     | NK Slaven Belupo Koprivnica        | 10   |
| 08. | Marin Šotiček    | Lokomotiva Zagreb                  | 09   |
| 09. | Sandro Kulenović | Dinamo Zagreb                      | 08   |
| 09. | Rokas Pukštas    | Hajduk Split                       | 08   |